# キグルミマスター
「キグルミマスター」は、SOFFetの8枚目のシングル。2005年12月7日にワーナーミュージック・ジャパンから発売された。

## 収録曲
1. キグルミマスター
2. TRIO the ROCK
3. That's the way it goes
4. キグルミマスター -instrumental-
5. TRIO the ROCK -instrumental-
6. That's the way it goes -instrumental-

| スタブアイコン | サブスタブ | この項目は、まだ閲覧者の調べものの参照としては役立たない、シングルに関連した書きかけの項目です。この項目を加筆・訂正などしてくださる協力者を求めています（P:音楽/PJ:楽曲）。 |